# IV. Olimpijske igre – London 1908.
IV. Olimpijske igre – London 1908. bile su četvrte Olimpijske igre. Održane su u Londonu u Velikoj Britaniji, iako je MOO prvotno za domaćina igara odabrao Rim u Italiji. Međutim, zbog erupcije vulkana Vezuva 1906. godine prilikom koje je gotovo uništen grad Napulj, talijanska je vlada odlučila prenamijeniti sredstva namijenjena organizaciji Igara u obnovu i pomoć tom gradu. Stoga su Igre premještene u London.
Iako su u to doba ove Igre smatrane petim po redu, naknadno je odlučeno da se Olimpijske međuigre održane dvije godine ranije u Ateni brišu iz službenog popisa Olimpijskih igara, te su od tada Igre redovito održavane isključivo s razmakom od 4 godine. Danas se Igre u Londonu nazivaju IV. Olimpijskim igrama.
Na ovim Igrama je nastavljena tradicija ceremonijala otvaranja Igara uz defile natjecatelja, koji je prvi puta održan dvije godine ranije u Ateni. Ta se tradicija zadržala do današnjih dana, iako je na Igrama u Londonu bilo dosta kontroverzi oko te ceremonije. Naime, nekoliko je reprezentacija odbilo proći u defileu, zbog različitih razloga: Finci su trebali defilirati pod Ruskom zastavom i to odbili, slično kao i Irci koji su odbili stupati pod zastavom Velike Britanije. Šveđanima nije bila izvješena njihova zastava pa su i oni odbili defile, slično kao i natjecatelji iz SAD, kojima je smetala činjenica da se njihova zastava (kao i sve druge) mora podići u čast kralja druge države.
Ove Igre su pokazale važnost uspostave zajedničkih sudačkih pravila i sudačke službe sastavljene od sudaca iz različitih zemalja, a ne samo uz zemlje domaćina kako je to do tada bio slučaj.
Najpoznatiji trenutak Igara bila je maratonska utrka, u kojoj je do samog cilja vodio Dorando Pietri, ali je potpuno iscrpljen u samom stadionu više puta pogrešno skrenuo. Na kraju su ga preko ciljne crte doslovno prenijela dva gledatelja, te je nesretnom Pietriju zbog te pomoći zlatna medalja oduzeta, i dodijeljena drugoplasiroanom Johny Hayesu. Pietria je kasnije za hrabar nastup kraljevska obitelj nagradila zlatnim pokalom. Još je jedna zanimljivost vezana uz maratonsku utrku. Naime, da bi se kraljevskoj obitelji omogućio bolji pogled na tijek utrke, staza je produžena na 42 km i 195 metara umjesto do tada uobičajenih 40 km. Iako su kasnije još neki maratoni održavani na različitim dionicama, IAAF je 1921. godine donio odluku da se upravo ta udaljenost proglasi službenom maratonskom dionicom.
Na ovim igrama po prvi puta je uključen i jedan tradicionalno zimski šport, umjetničko klizanje. Disciplina posebnih likova u umjetničkom klizanju, bila je na Olimpijskim igrama samo tada i nikad više. U njoj je pobijedio Rus Nikolaj Panin, što je bila prva ruska zlatna medalja na Olimpijskim igrama.

## Popis športova
| - atletika - boks - biciklizam - mačevanje - nogomet - gimnastika - hokej - hrvanje - jedrenje - jeu de paume (igra slična tenisu) - lacrosse - polo |  | - rackets (šport sličan skvošu) - ragbi - streličarstvo - streljaštvo - plivanje - potezanje konopa - tenis - umjetničko klizanje - Utrke glisera - vaterpolo - veslanje |

## Zemlje sudionice
| - Argentina - Australazija (Australija i Novi Zeland) - Austrija - Belgija - Bohemija - Kanada - Danska - Finska - Francuska - Njemačka |  | - Velika Britanija - Grčka - Mađarska - Italija - Nizozemska - Norveška - Rusija - Južna Afrika - švedska - Švicarska |  | - Osmansko Carstvo - SAD |

## Popis osvojenih medalja
(Medalje domaćina posebno istaknute)
| Olimpijske igre 1908. |                                         |       |        |        |        |
| Plasman               | Država                                  | Zlato | Srebro | Bronca | Ukupno |
| 1.                    | Velika Britanija                        | 56    | 51     | 38     | 145    |
| 2.                    | SAD                                     | 23    | 12     | 12     | 47     |
| 3.                    | Švedska                                 | 8     | 6      | 11     | 25     |
| 4.                    | Francuska                               | 5     | 5      | 9      | 19     |
| 5.                    | Njemačka                                | 3     | 5      | 6      | 14     |
| 6.                    | Mađarska                                | 3     | 4      | 2      | 9      |
| 7.                    | Kanada                                  | 3     | 3      | 10     | 16     |
| 8.                    | Norveška                                | 2     | 3      | 3      | 8      |
| 9.                    | Italija                                 | 2     | 2      | 0      | 4      |
| 10.                   | Belgija                                 | 1     | 5      | 2      | 8      |
| 11.                   | Australazija (Australija i Novi Zeland) | 1     | 2      | 2      | 5      |
| 12.                   | Rusija                                  | 1     | 2      | 0      | 3      |
| 13.                   | Finska                                  | 1     | 1      | 3      | 5      |
| 14.                   | Južna Afrika                            | 1     | 1      | 0      | 2      |
| 15.                   | Grčka                                   | 0     | 3      | 0      | 3      |
| 16.                   | Danska                                  | 0     | 2      | 3      | 5      |
| 17.                   | Bohemija                                | 0     | 0      | 2      | 2      |
| 17.                   | Nizozemska                              | 0     | 0      | 2      | 2      |
| 19.                   | Austrija                                | 0     | 0      | 1      | 1      |
| Ukupno                | Ukupno                                  | 110   | 107    | 106    | 323    |